# 通远堡镇
通远堡镇，是中华人民共和国辽宁省丹东市凤城市下辖的一个乡镇级行政单位。

## 名称由来
通远堡镇地处交通要道，曾有一驿站称龙凤站，明朝改称通远堡，因而得名。

## 政区沿革
通远堡镇在2万年前的旧石器时代就有人类在该地区繁衍生息，境内的山龙洞遗址目前尚存人类活动痕迹。
通远堡原又名镇夷堡，相传两只金光闪闪的铜羊从东山古墓中走出，到河边喝水，后不见踪影。当地老百姓为纪念此事，修建一座庙宇，将此地改名为铜羊堡。早期铜羊堡地处交通要道，修有驿站，从辽东都司（驻辽阳）到九连城的交通线上都建有驿站，元朝称龙凤站，明朝改为通远堡，意为自此可通向远方朝鲜半岛和日本群岛。
1917年7月国民政府设立通远堡村，始用通远堡为区划名称，1937年设通远堡村（乡镇级建制），1945年10月设通远堡区，1946年10月设通远堡镇，1947年6月恢复通远堡区，1956年撤通远堡区设通远堡镇人民公社，是凤城建国初期老三镇之一。
1979年单设通远堡镇，通远堡人民公社与通远堡镇同驻通远堡。
1983年4月通远堡人民公社改为通远堡乡。
1988年8月经辽宁省人民政府批准撤销通远堡乡建制，将原通远堡乡及所属各村与通远堡镇合并为通远堡镇。
1994年通远堡镇被国家城乡建设部批准为国家小城镇建设试点镇。
2000年，辽宁省人民政府将通远堡镇设为“经济发展试点镇”。
2009年9月被丹东市委、市政府批准成立通远堡经济开发区。

## 自然地理
通远堡镇位于凤城市北部，东依弟兄山镇，西与四门子镇为邻，南靠刘家河镇，北与本溪市本溪满族自治县草河口镇接壤。
境内属丘陵山区地带，地势趋向北高南低，平均海拔180m，其中大黑山海拔892.9m，为境内第一高山。
通远堡镇年最高气温34.9℃，最低气温-32℃，年均气温8℃。平均降雨量为731mm，无霜期160天，主要自然灾害为水灾，风灾和冰雹。
辖境内有大小河流12条，总长84.5km，其中通远堡河最长，全长22km，日径流量7000立方米。山羊峪河为境内第二大河，全长11km，日径流量5000立方米。两条河流出通远堡镇后在刘家河镇境内与金家河交汇，属鸭绿江水系。

## 人口面积
全镇总户数9887户，总人口27889人，其中农业户5987户，17393人，非农业户3900户，10496人。
全镇总面积179.8平方公里，其中镇区面积为12.5平方公里，耕地面积2.18万亩。

## 名胜古迹
位于老堡村的双泉寺始建于唐朝，乾隆年间又进行扩建，香火旺盛，后毁于“文革”期间，于2006年重建，占地23760平方米，建筑面积1200平方米，建有娘娘庙、大雄宝殿、斋堂、念佛堂及僧舍。

## 行政区划
通远堡镇下辖以下地区：
富民社区、胜利社区、向阳社区、通远堡村、大黑山村、老堡村、二道坊村、小黑山村、北张家村、曾家村、林家台村和大甸子村。